# モナコ・マイスター
モナコ・マイスター（Monaco Meister）は、主に日本で使われる称号で、F1レースの一つであるモナコGPに際立って強いドライバーに冠せられる通称。3勝以上挙げたドライバーに与えられる場合が多い。マイスターとはドイツ語で「名人、達人」、あるいは「チャンピオン」の意。

## 解説
モナコGPが開催されるモンテカルロ市街地コースは、攻略が難しく追い抜きもしにくいコースであり、勝利するのは困難なレースである。モナコGPではマシンの性能差とドライバーの技量差が顕著になり、ドライバーの腕が試されるコースとしても有名である。また、道幅が狭く事故が起きやすい上に、マシンにも過酷でメカニカルトラブルが多く、完走するためには強運も必要とされる。主に3勝するとモナコマイスターの称号を与えられる。

## モナコ・マイスターと呼ばれたドライバー
モナコGPで連勝を含む通算3勝以上を達成したドライバーを記載する。
- スターリング・モス

2連勝を含む通算3勝（1956年、1960年-1961年）を挙げている。
- グラハム・ヒル

3連勝を含む通算5勝（1963年-1965年、1968年-1969年）を挙げている。
- ジャッキー・スチュワート

通算3勝（1966年、1971年、1973年）を挙げている。
- アラン・プロスト

3連勝を含む通算4勝（1984年-1986年、1988年）を挙げている。
- アイルトン・セナ[2]

5連勝を含む通算6勝（1987年、1989年-1993年）を挙げている。この記録は史上最多である。
- ミハエル・シューマッハ[2]

2連勝を含む通算5勝（1994年-1995年、1997年、1999年、2001年）を挙げている。
- ニコ・ロズベルグ

3連勝（2013年-2015年）を挙げている。

## その他のマイスター
自動車レースの世界では、モナコ・マイスターの他に以下の分野でマイスターと呼ばれるドライバーが存在する。
レーゲン・マイスター（Regen Meister ）
「レーゲン」とはドイツ語で「雨」のこと。タイヤのグリップが大幅に低下する雨中のレースでは、マシンの性能よりドライバーの技量が物をいう場合が多い。また、天候の変化に応じて路面状況を読み、タイヤ交換を行う判断力や、濡れた路面をドライタイヤで走る（あるいは乾いた路面をレインタイヤで走る）忍耐力も問われる。
- ルドルフ・カラツィオラ

F1発足以前のグランプリドライバー。元々レーゲン・マイスターとは、カラツィオラに付けられた呼び名だった。
1926年のドイツグランプリで土砂降りの雨の中、優勝を飾っている。
- アイルトン・セナ

1984年のモナコGPでは非力なトールマン・ハートでマクラーレン・ポルシェのアラン・プロストを追い上げ2位を獲得。1985年のポルトガルGPとベルギーGP、2位に大差をつけて優勝した。1991年、1993年の地元ブラジルGPでも印象的な勝利を挙げた。とりわけ1993年のヨーロッパGPでは、1周目の10コーナーまでに4台を抜き、その後も後続に大差を築きながら異次元の走りを見せた。他にも雨にまつわるレースでの勝利・活躍が非常に多かった。
ネーベル・マイスター（Nebel Meister ）
「ネーベル」とはドイツ語で「霧」のこと。かつてドイツのニュルブルクリンク、ベルギーのスパ・フランコルシャンなどの旧コースは全長10km以上あり、山間のため霧が発生することもあった。視界が著しく遮られる中で走るには、危険察知力と度胸が試された。
- ベルント・ローゼマイヤー

1936年のドイツGP、アウトウニオンを駆る彼はその3周目に、当時「物理的に絶対不可能」と言われたニュルブルクリンク10分フラットの壁を破った。
- ジャッキー・スチュワート

1968年のドイツGPで、濃霧の中2位に4分差をつける独走劇を演じた。
モンテ・マイスター
モナコをスタートし、アルプス山中を駆け抜ける伝統のラリー競技、モンテカルロ・ラリー。乾燥路・ウェット・氷雪路、あらゆる路面が登場する。
- ヴァルター・ロール

1980、1982、1983、1984年に優勝。FR車で2回、MR車で1回、フロントエンジン4WD車で1回、WRCイベントになってからそれぞれチームも駆動方式も違う車で4勝したのは彼だけである。